# Tadas Kijanskas
Tadas Kijanskas   (Vílnius, 6 de setembre de 1985) és un futbolista lituà de la dècada de 2010.
Fou internacional amb la selecció lituana. Pel que fa a clubs, defensà els colors de Jagiellonia Białystok, Korona Kielce, Hapoel Haifa FC i Hapoel Ashkelon.